# Operación PX
La Operación PX, también conocida como Operación Flores de Cerezo al Anochecer, fue un ataque militar japonés planificado contra civiles en los Estados Unidos utilizando armas biológicas, ideado durante la Segunda Guerra Mundial. La propuesta era que los submarinos de la Armada Imperial Japonesa lanzaran hidroaviones que llevarían la peste bubónica, desarrollada por la Unidad 731 del Ejército Imperial Japonés, a la costa oeste de los Estados Unidos. La operación se abandonó poco después de que se finalizara su planificación en marzo de 1945 debido a la fuerte oposición del general Yoshijirō Umezu, jefe del Estado Mayor del Ejército.

## Historia
La Operación PX fue propuesta en diciembre de 1944 por el Estado Mayor Naval japonés, dirigido por el vicealmirante Jisaburō Ozawa. El nombre de la operación proviene del uso japonés del nombre en clave PX para las pulgas infectadas con Pestis bacillus. En la planificación de la operación, la armada se asoció con el teniente general Shirō Ishii de la Unidad 731, quien tenía una amplia experiencia en el uso de bacterias patógenas como armas y la vulnerabilidad humana a la guerra biológica y química.
El plan para el ataque involucró aviones Seiran lanzados por submarinos portaaviones sobre la costa oeste de los Estados Unidos, específicamente, las ciudades de San Diego, Los Ángeles y San Francisco. Los aviones propagarían la peste bubónica, el cólera, el tifus, el dengue y otros patógenos armados en un ataque de terror biológico contra la población. Las tripulaciones de los submarinos se infectarían y correrían a tierra en una misión suicida.
La planificación de la Operación PX se finalizó el 26 de marzo de 1945, pero se archivó poco después debido a la fuerte oposición del jefe de Estado Mayor Yoshijirō Umezu. Umezu luego explicó su decisión como tal: "Si se lleva a cabo una guerra bacteriológica, crecerá de la dimensión de la guerra entre Japón y Estados Unidos a una batalla interminable de la humanidad contra las bacterias. Japón se ganará la animadversión del mundo".
Un último uso planificado de las armas biológicas se produjo justo después de la rendición de Japón, ya que Shirō Ishii planeó realizar ataques suicidas con gérmenes contra las tropas de ocupación estadounidenses en Japón. Este ataque planeado tampoco tuvo lugar, debido a la oposición de Yoshijirō Umezu y Torashirō Kawabe, quienes no querían que Ishii muriera en un ataque suicida y le pidieron que, en cambio, "esperara a [la] próxima oportunidad con calma".
Después de la guerra, la Operación PX se descubrió por primera vez en una entrevista con el excapitán Eno Yoshio, quien estuvo muy involucrado en la planificación del ataque, en una entrevista para el Sankei el 14 de agosto de 1977. Según Yoshio, "Esta es la primera vez que he dicho algo sobre la Operación PX, porque involucraba las reglas de la guerra y el derecho internacional. El plan no se puso en práctica, pero sentí que solo el hecho de que se formuló causaría [sic] malentendidos internacionales. Ni siquiera filtré cualquier cosa al personal de los archivos de historia de la guerra en la Agencia de Defensa Japonesa, y no me siento cómodo hablando de eso incluso ahora. Pero en ese momento, Japón estaba perdiendo mucho, y cualquier medio para ganar habría estado bien".